# Кушнир, Алексей Фёдорович
Алексей Фёдорович Кушнир (1907, Мойсенцы, Полтавская губерния — 9 мая 1979) — генерал-майор танковых войск СССР (31 мая 1954).

## Биография
Родился в 1907 году в селе Мойсенцы Мойсенской волости Золотоношского уезда Полтавской губернии (находилось на территории современного Чернобаевского района Черкасской области, в 1960 году было затоплено). Учился в 1930—1932 годах во Владикавказском пехотном училище, в 1940 году окончил Военную академию имени М. В. Фрунзе.
Участник Великой Отечественной войны с первых дней: воевал в составе 20-й танковой дивизии 9-го механизированного корпуса под командованием К. К. Рокоссовского. Участник танковых сражений между Луцком, Ровно и Новоград-Волынским, танковая дивизия прикрывала Луцко-Ровенское и Коростеньско-Житомирское направления. В августе 1941 года при выводе частей дивизии из окружения в районе Коростеня Кушнир был тяжело ранен, но за выполнение указанного задания награждён орденом Красного Знамени.
До декабря 1941 года находился на лечении в госпитале г. Тбилиси, после выздоровления служил в бронетанковых и механизированных войсках Закавказского фронта. Участник сражений под Моздоком и Нальчиком: в октябре 1942 года руководил бронетанковыми войсками по отражению наступления немцев на Владикавказ. С начала 1944 года и до конца Великой Отечественной войны сражался в составе 1-й армии Войска Польского (1-й Белорусский фронт). Участник освобождения Украины, Польши (взятие Варшавы), взятия Берлина и выхода на Эльбу. Всего за войну был дважды ранен и один раз контужен. С фронта вернулся в 1946 году.
Награждён орденом Красной Звезды (9 февраля 1943), орденом Красного Знамени (7 сентября 1944), орденом Отечественной войны I степени (8 марта 1945), медалями за оборону Киева и Кавказа, освобождение Варшавы и взятие Берлина. Также отмечен польским орденом Virtuti Militari.
Был женат. Дочь — Нелли, внучка — Огита Матвеевна Климова.